# Maloje Lugowoje
Maloje Lugowoje (russisch Малое Луговое, deutsch zu Gutenfeld) ist ein Ort in der russischen Oblast Kaliningrad. Er gehört zur kommunalen Selbstverwaltungseinheit Stadtkreis Gurjewsk im Rajon Gurjewsk.

## Geographische Lage
Maloje Lugowoje liegt acht Kilometer südöstlich der Rajonshauptstadt Kaliningrad (Königsberg) im Straßendreieck der Einmündung der Regionalstraße 27A-025 (ex R508) in die Regionalstraße 27A-083 (ex A196). Die nächste Bahnstation ist Lugowoje Nowoje an der Bahnstrecke Kaliningrad–Nesterow, einem Teilstück der früheren Preußischen Ostbahn.

## Geschichte
Maloje Lugowoje (wörtlich Klein Lugowoje/Klein Gutenfeld) ist die russische Bezeichnung der vor 1945 zur Gemeinde Gutenfeld (Lugowoje) gehörenden Reichssiedlung, die zu Beginn des 20. Jahrhunderts angelegt wurde. Damals war sie ein Ortsteil von Gutenfeld ohne eigene deutsche Ortsbezeichnung. Auch nach 1945 wurde sie zunächst als ein Teil von Lugowoje angesehen. Spätestens 1975 wurde dann der Ort unter der Bezeichnung Maloje Lugowoje ein eigenständiger Ort im Dorfsowjet Lugowskoi selski Sowet. Von 2008 bis 2013 gehörte Maloje Lugowoje zur Landgemeinde Lugowskoje selskoje posselenije und seither zum Stadtkreis Gurjewsk.

## Kirche
Kirchlich war die vor 1945 überwiegend evangelische Bevölkerung der Gutenfelder Reichssiedlung nach Steinbeck (heute russisch: Rybnoje) orientiert. Heute liegt Maloje Lugowoje im Einzugsgebiet der Auferstehungskirche in Kaliningrad (Königsberg) in der Propstei Kaliningrad der Evangelisch-lutherischen Kirche Europäisches Russland (ELKER).